# Pigra
Pigra är en ort och kommun i provinsen Como i regionen Lombardiet i Italien. Kommunen hade 235 invånare (2018).